# Sven Ivar Lind
Sven-Ivar Lind, né le 23 mars 1902 à Tidaholm et mort le 3 avril 1980 à Danderyd, est un architecte suédois.

## Vie et travail

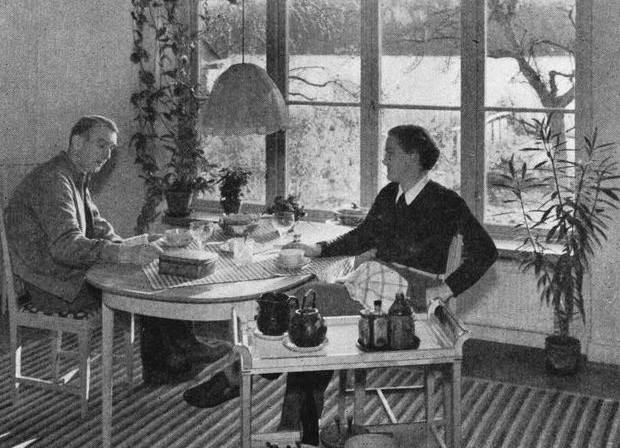
Sven-Ivar Lind et sa femme dans leur Villa Lind en 1949.

Au cours de ses études universitaires d'architecture à l'Institut Royal de Technologie de Stockholm, Sven-Ivar Lind démontre son talent d'architecte prometteur et est apprécié par ses professeurs, comme Erik Lallerstedt, même si celui-ci souligne certaines caractéristiques originales et particulières. Ses premiers dessins, inspirés du style néoclassique, sont suivis avec intérêt par ses camarades. Sven-Ivar Lind participe alors à un concours public d'architecture pour le plan urbain de Lidingö, arrivant en deuxième position, après Sven Markelius. Il y construit malgré tout trois villas de conception classique.
Après avoir obtenu son diplôme, il commence un apprentissage au bureau d'urbanisme de Stockholm. Il est ensuite employé par Ernst Torulf (sv), puis par le cabinet d'architecture de Gunnar Asplund, où il collabore à la conception du grand bâtiment de la bibliothèque publique de Stockholm et participe au concours pour la chapelle Saint-Olof du cimetière de Kviberg (sv) à Göteborg. Dans ce dernier projet, il approfondit l'étude de « la forme d'expression des funérailles ».
Il continue à collaborer avec Asplund et, après la mort de celui-ci, termine certains de ses projets inachevés, par exemple la chapelle Saint-Olof au cimetière de Kviberg à Göteborg, la chapelle Sankta Birgitta à Skövde et les archives de la ville de Stockholm. Lind a également conçu plusieurs chapelles et crématoires en Suède.

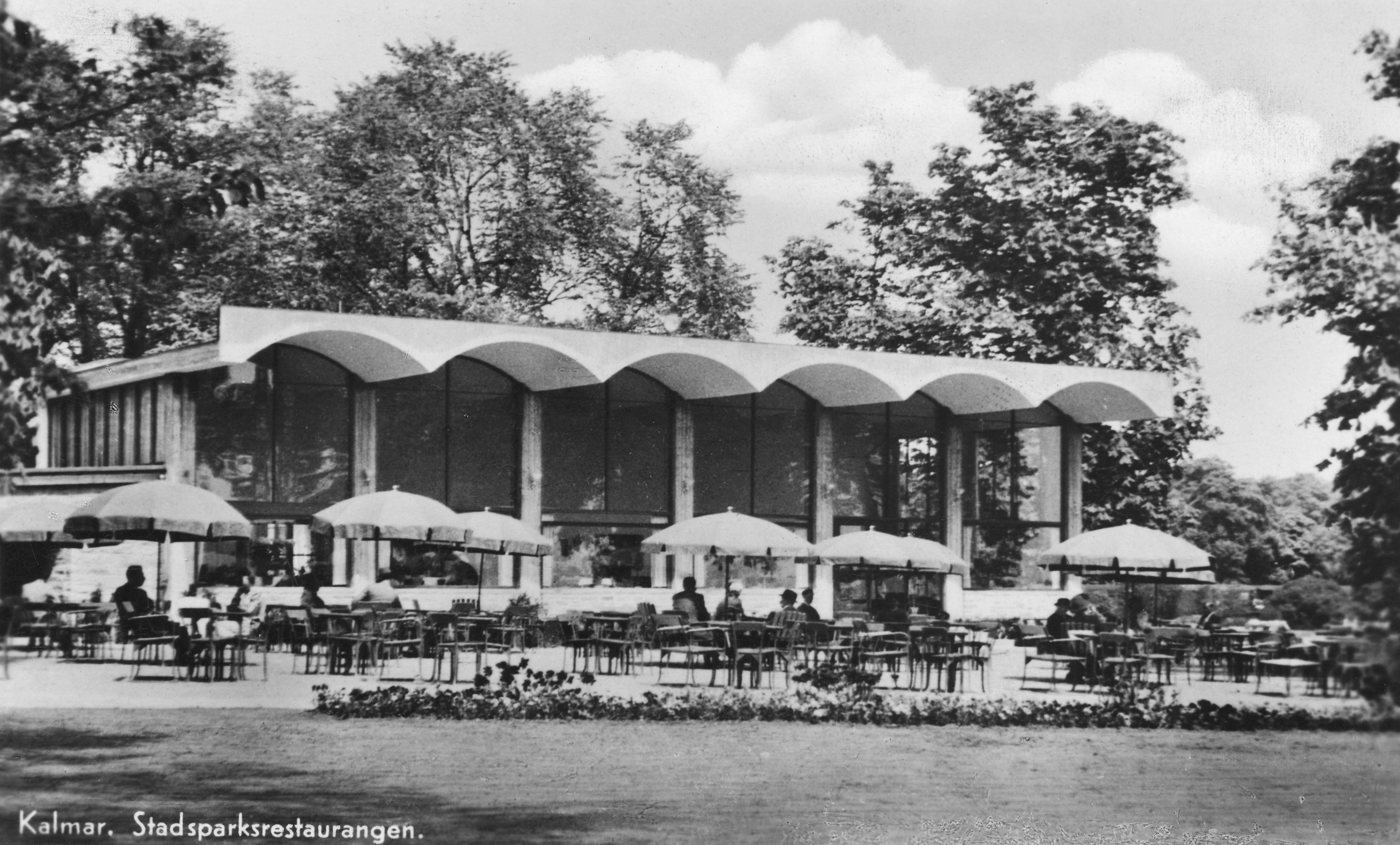
Le restaurant à Kalmar.

Sa première phase créative est caractérisée par un éclectisme, orienté vers une recherche formelle, inspirée par de nombreuses influences, comme le montre clairement le restaurant à Kalmar réalisé en 1939.

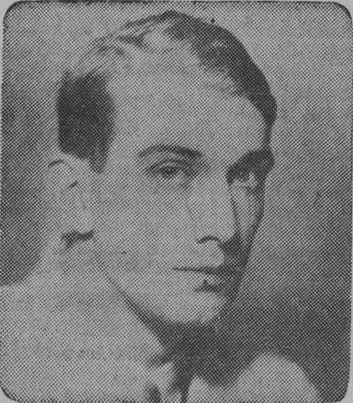
Sven Ivar Lind en 1937.

Pendant quelques années vers 1930, Sven Ivar Lind dirige son propre bureau à Paris. Il a ainsi beaucoup travaillé en France. En 1932, il achève le bâtiment de la banque sur la place Vendôme à Paris. 
Il conçoit ainsi le pavillon suédois de l'Exposition universelle de Paris en 1937, qui suscite alors beaucoup d'attention en mettant en avant un style fonctionnel. En 1945, au lendemain de la Seconde Guerre mondiale, il dessine les maisons jumelles prêtes à monter, dites « maisons suédoises », qui ont été assemblées en Normandie, notamment dans le département du Calvados à Aunay-sur-Odon, Bretteville-sur-Laize, Caen, Colombelles, Condé-sur-Noireau, Fleury-sur-Orne, Lisieux, Mézidon, Saint-André-sur-Orne et Thury-Harcourt. Il s'agissait d'une aide à la population normande qui avait perdu ses maisons sous les bombardements en juin et juillet 1944,.
Après la Seconde Guerre mondiale, Lind s'inscrit dans le courant défini comme le « nouvel empirisme », typique de presque toutes les expériences suédoises. Ce courant, en opposition au rationalisme formel rigide et abstrait, présente un style proche des besoins du client. Un bel exemple du « nouvel empirisme » et de sa polyvalence stylistique est sa propre villa privée, la Villa Lind (sv) construite en 1945-1946 sur un versant sud en direction d'Edsviken (sv) à Kevinge Strand à Danderyd près de Danderyd. Cette maison est caractérisée par des murs extérieurs roses et un toit en ardoise gris graphite. Elle est inspirée clairement des bastides françaises. En 1949, Sven Ivar Lind s'est également chargé de la conception d'une autre villa à Keving.
Les communautés de centrales électriques de Harrselefors (sv) et Pengfors (sv) dans le comté de Västerbotten des années 1940 et 1950 sont toutes deux l'œuvre de Sven Ivar Lind. La centrale électrique, ainsi que les logements et l'environnement reliés à la centrale, ont été conçus avec le plus grand soin.
Après avoir travaillé pendant deux ans aux côtés d'Asplund, Sven Ivar Lind a également été professeur spécial d'arts décoratifs au Royal Institute of Technology de 1931 à 1943, ainsi que professeur par intérim d'architecture de 1940 à 1942. En 1948, Lind devient professeur à la Kungliga Konsthögskolan à Stockholm. Il devient ensuite architecte du palais de Stockholm de 1959 à [980 qu'il est chargé de restaurer en 1958 et 1959, et du palais de Drottningholm de 1962 à 1980. Pour le palais de Stockholm, il est responsable de la reconstruction de plusieurs voûtes du sous-sol dans ce qui est aujourd'hui le Skattkammaren (sv) (le trésor).

## Exemples de quelques-unes de ses œuvres

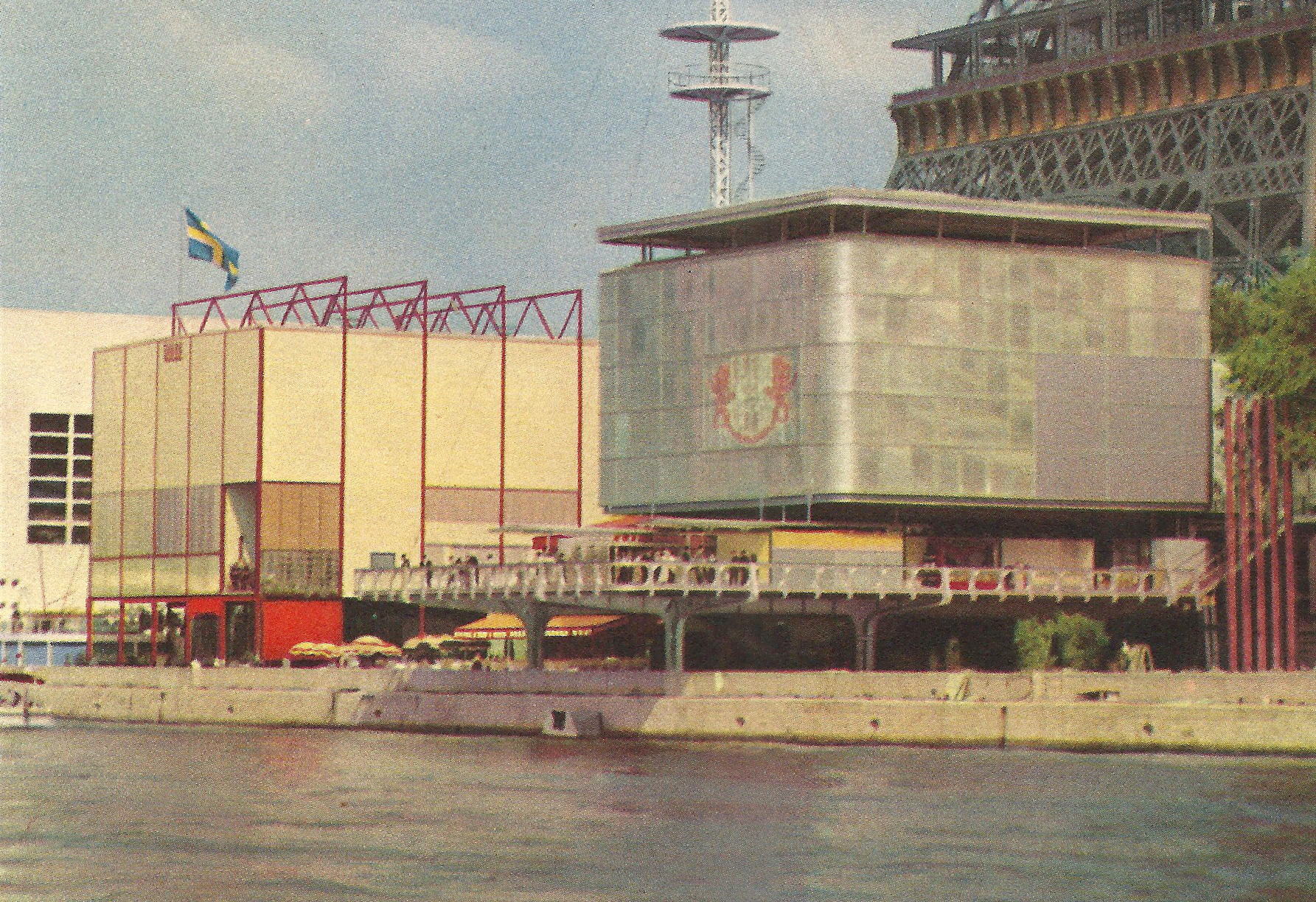
Le pavillon suédois (à gauche) à l'Exposition universelle de Paris en 1937.
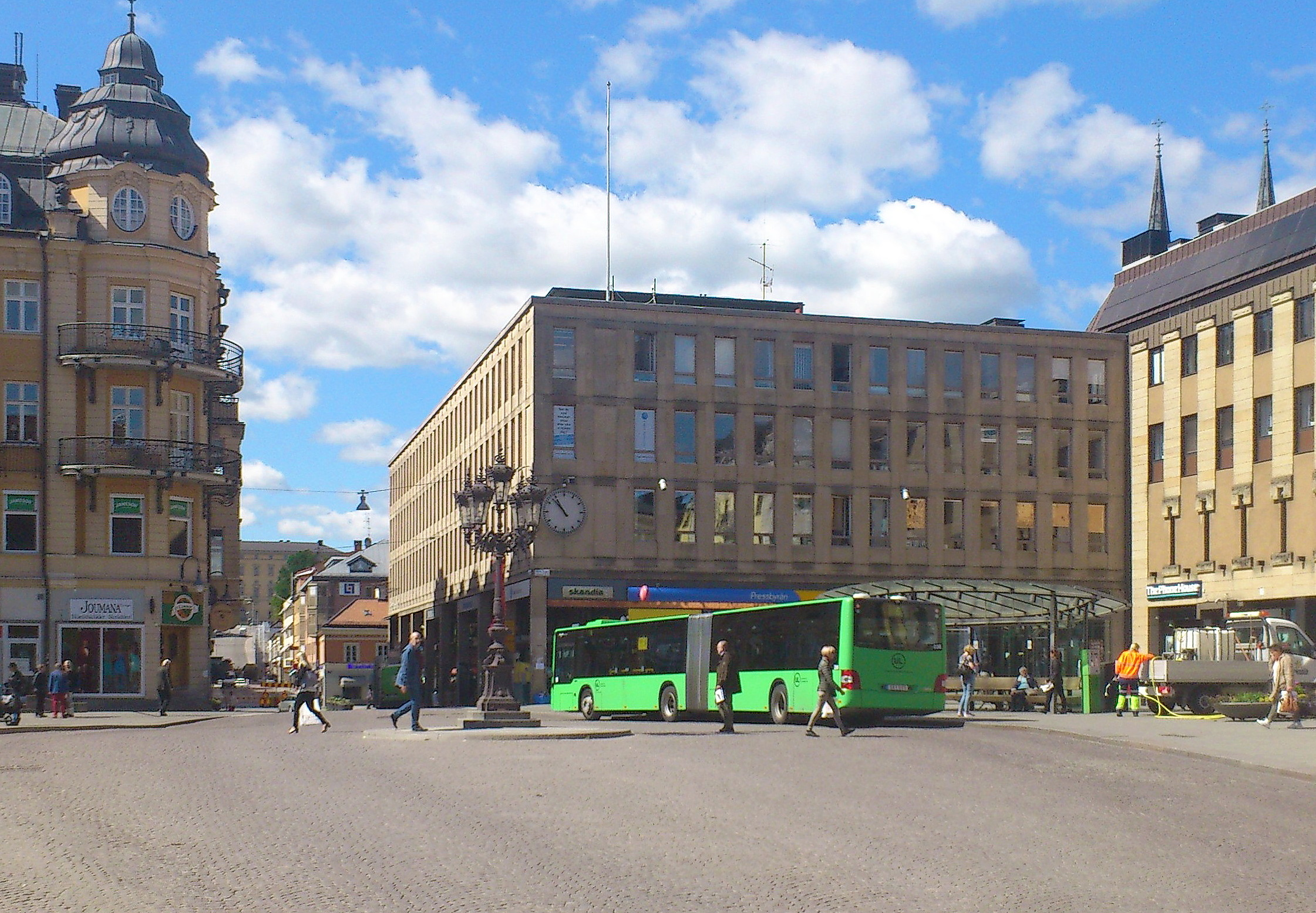
Skandiahuset, à Uppsala (le bâtiment du milieu)
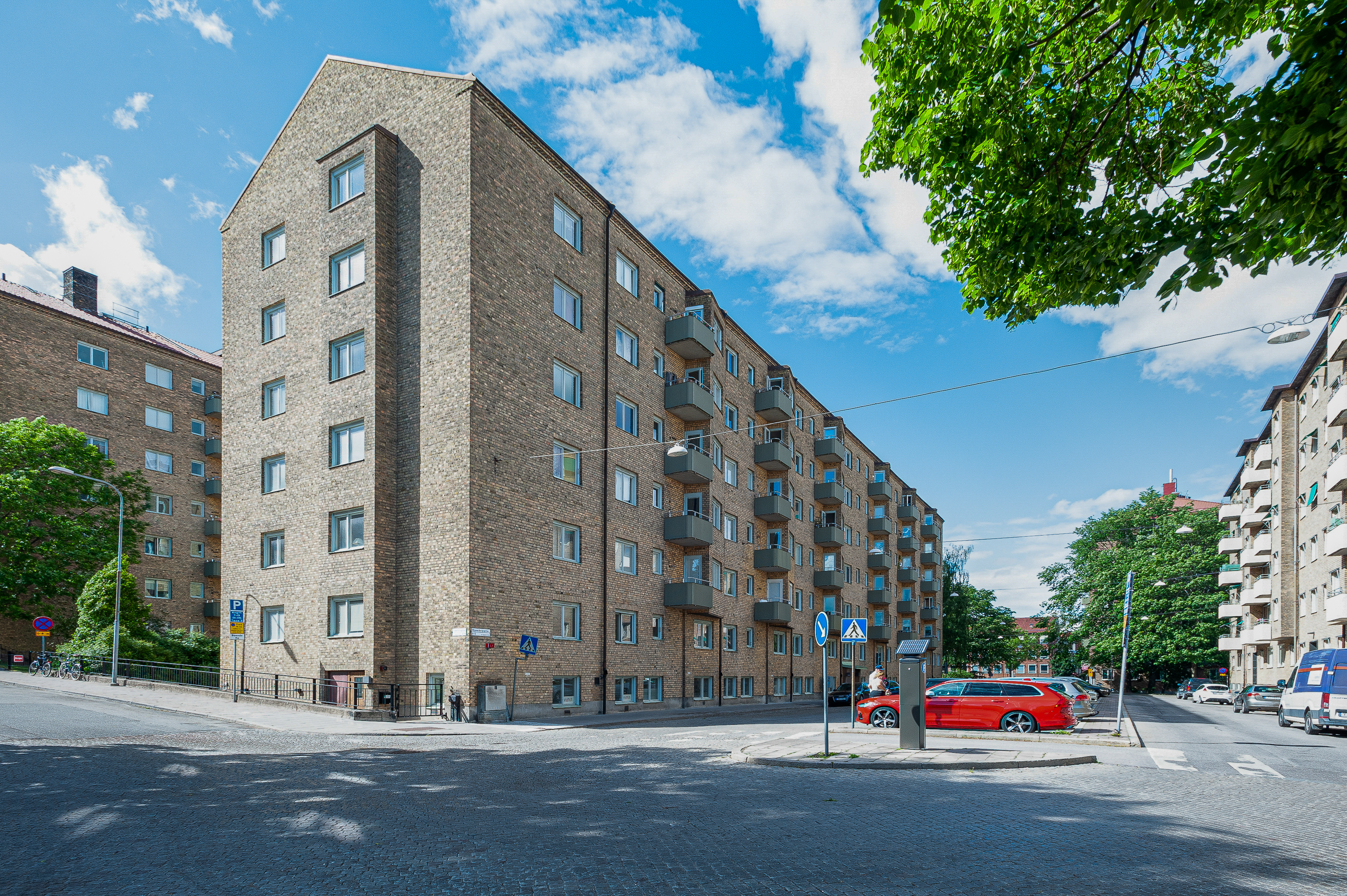
Mariebergs kollektivhus (sv) à Stockholm
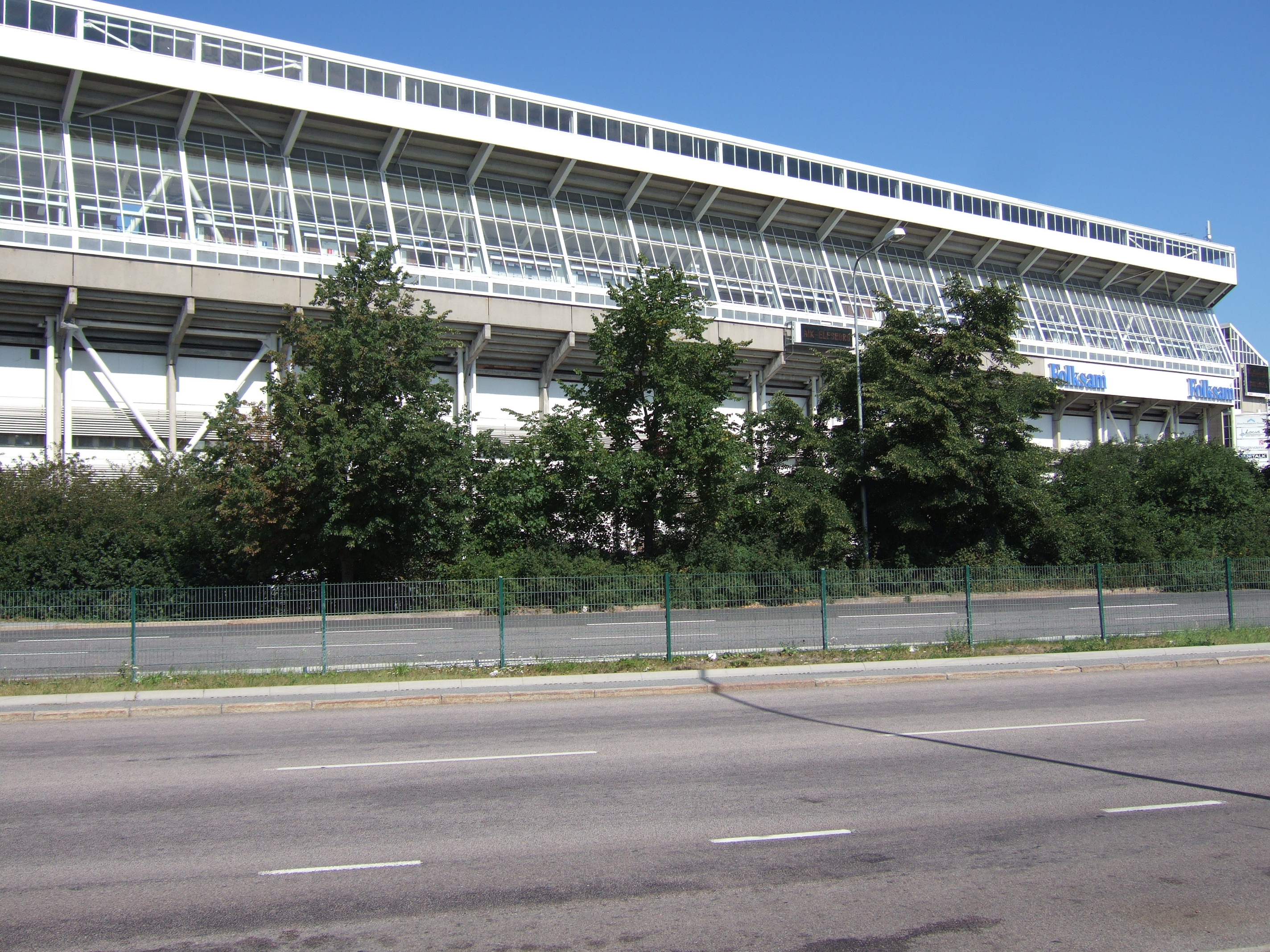
Le Stade Råsunda (bâtiment démoli en 2013)
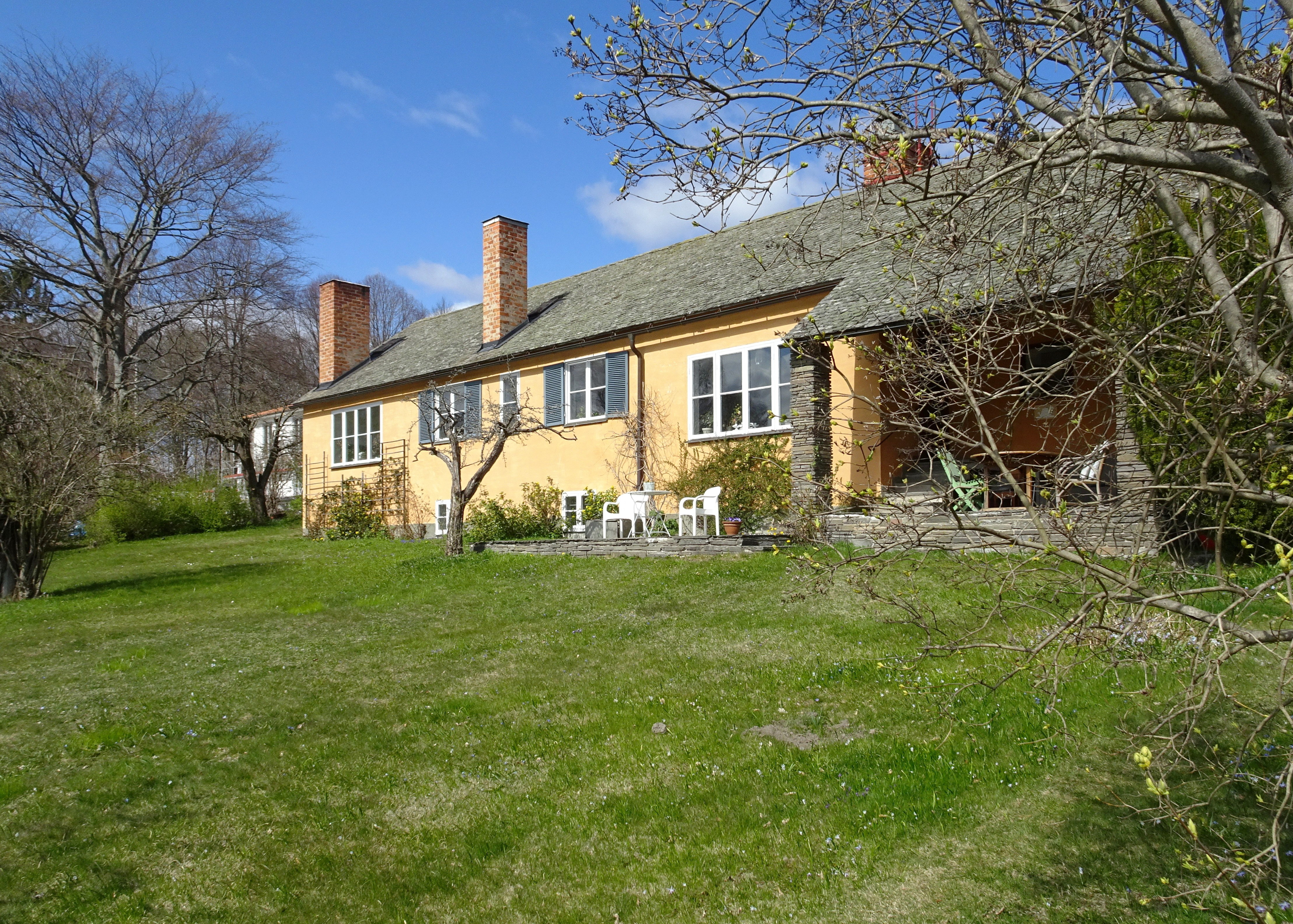
La Villa Lind (sv) en avril 2020.

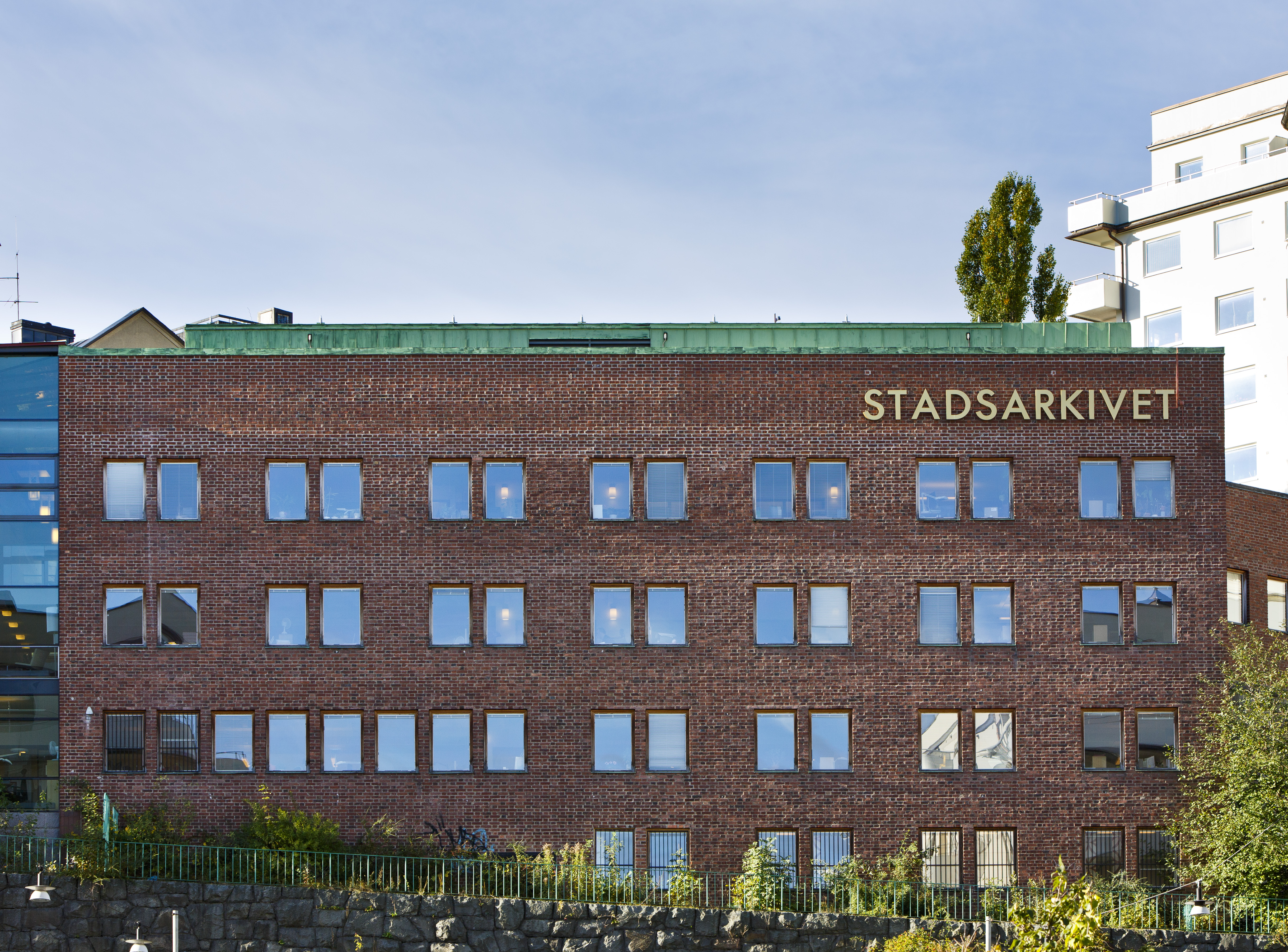
Les archives de la ville de Stockholm (sv)
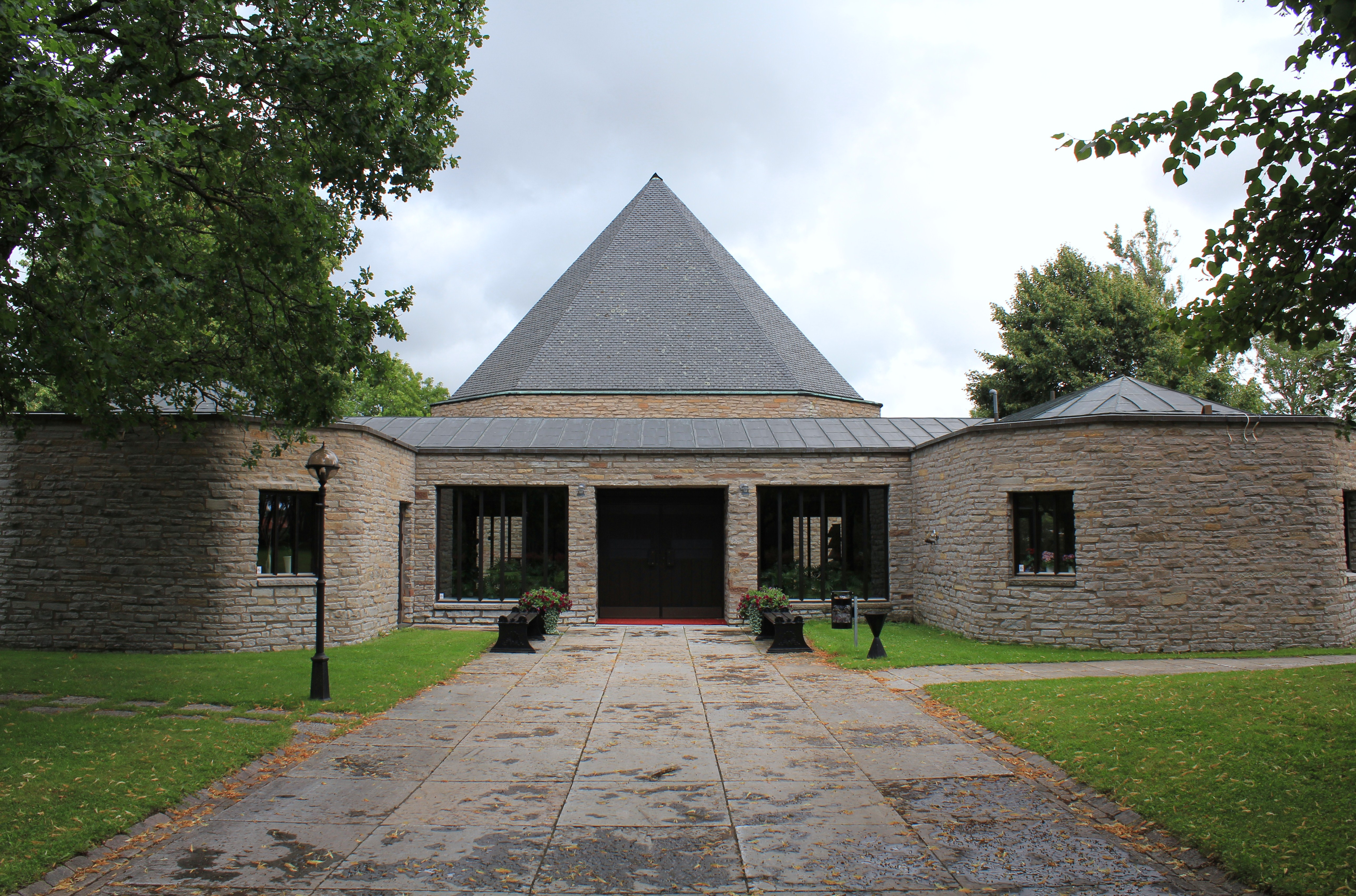
Chapelle Sainte-Birgitta (sv) à Skövde
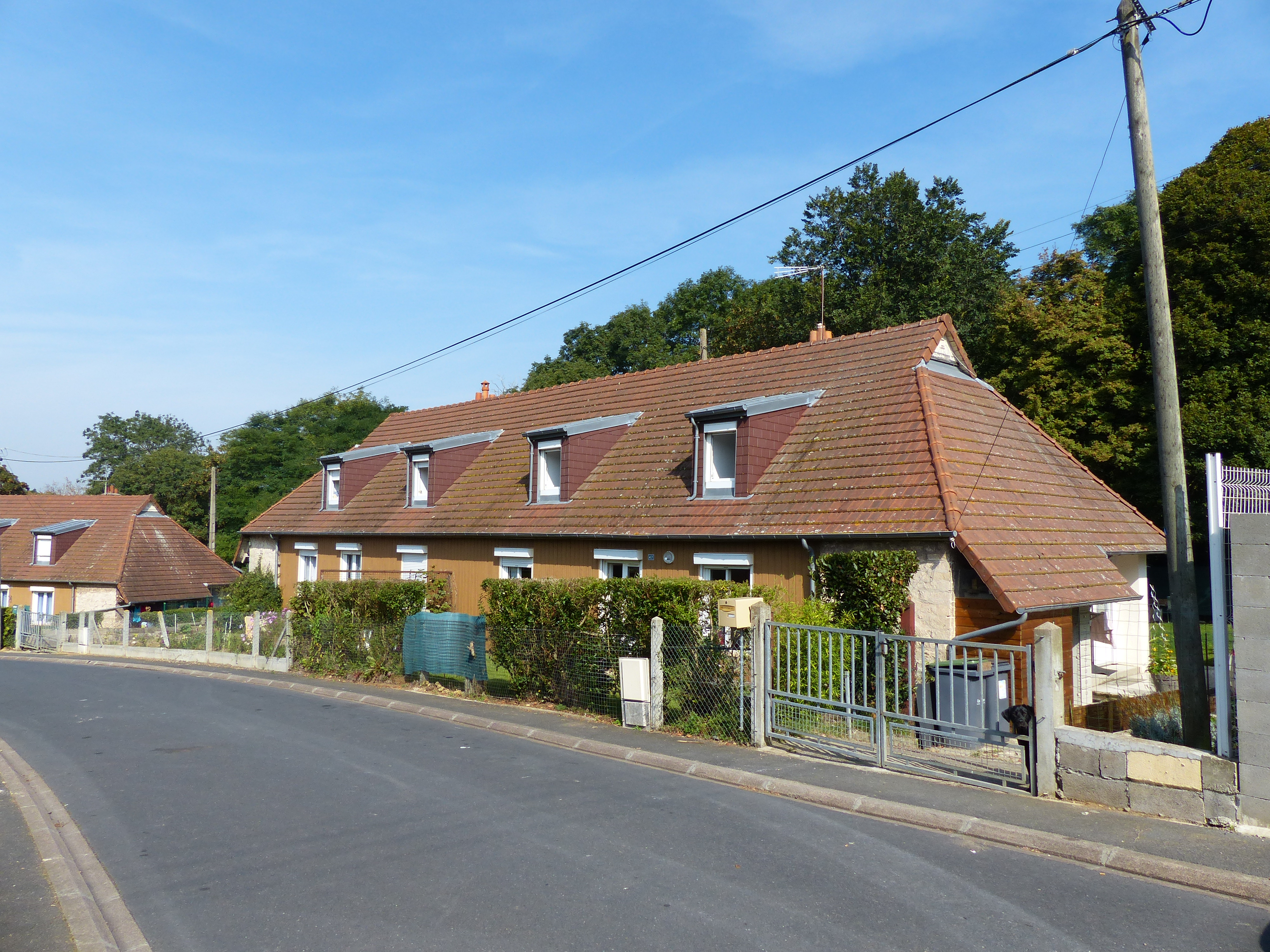
Maisons jumelles prêtes à monter en Normandie (ici à Colombelles)- La maison cadeau de l'État suédois pour la reconstruction en Normandie (sv)
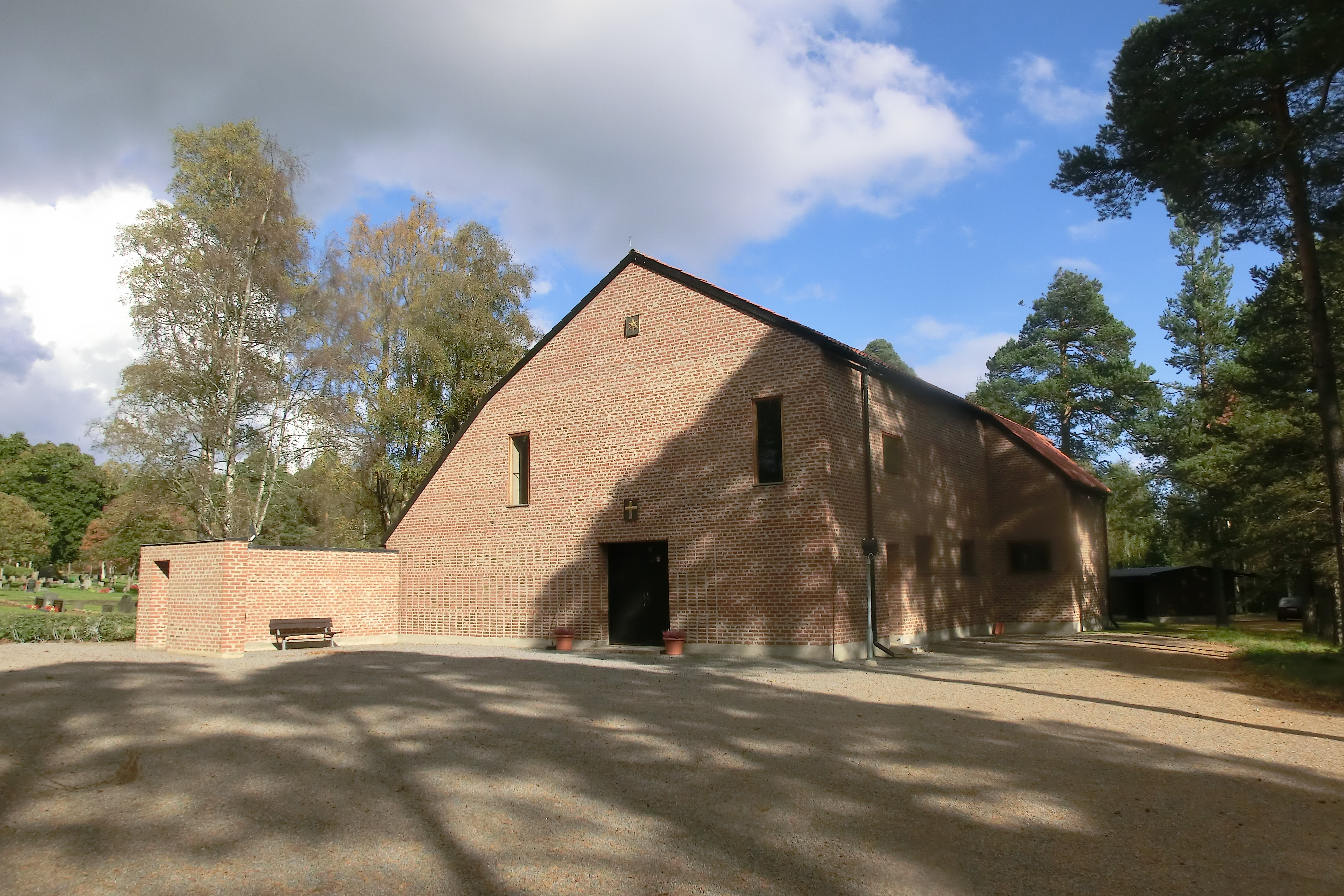
Chapelle Sainte-Marie, Hälsingland (sv) dans le Hälsingland (Iggesund)
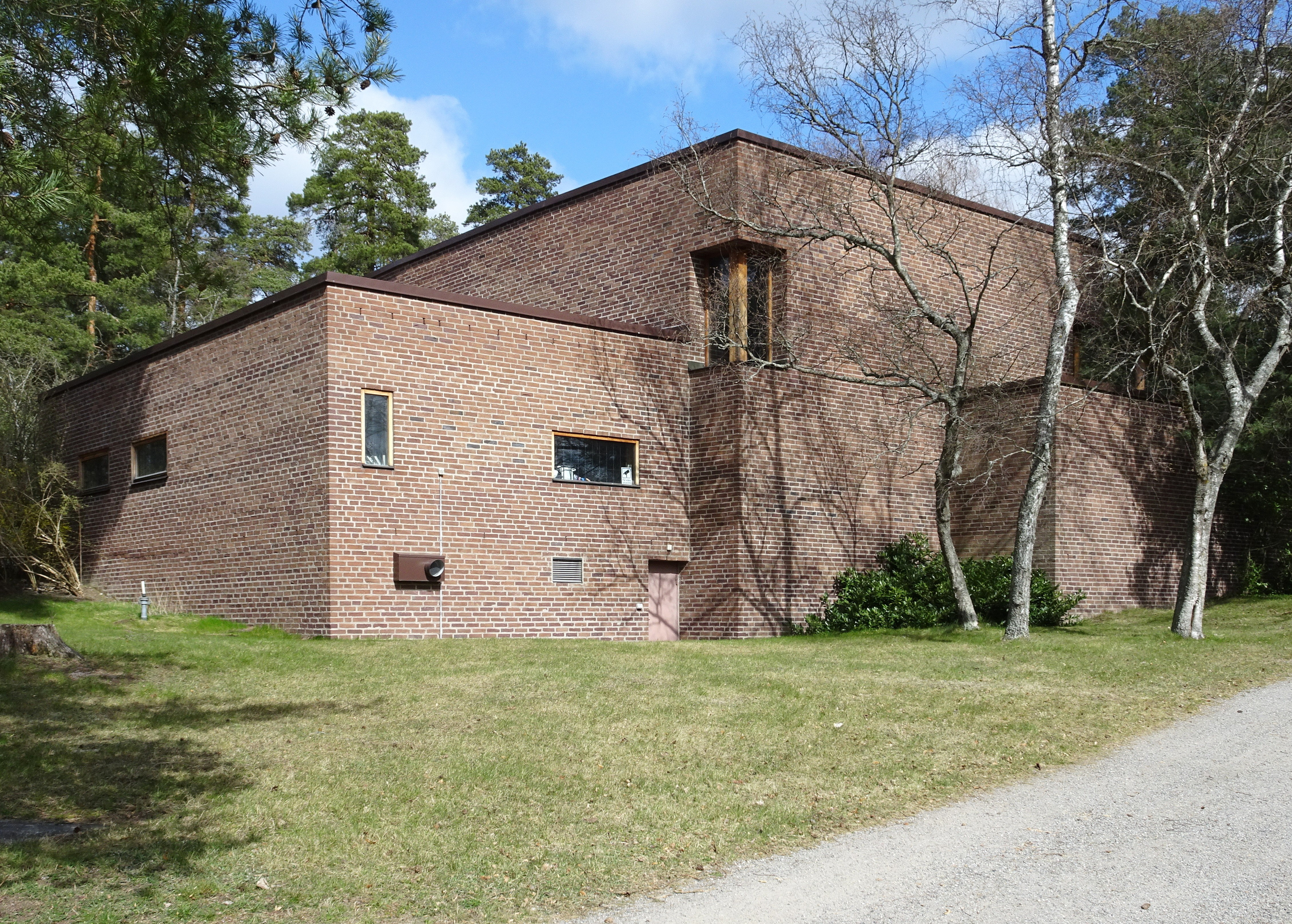
Chapelle funéraire du cimetière juif du sud de Stockholm (sv).

## Prix et récompenses
- 1945 – Membre de la Académie royale suédoise des Beaux-Arts
- 1956 – Médaille du Prince Eugène
- 1976 – Litteris et Artibus

## Quelques œuvres de Sven-Ivar Lind
- Cour Vendôme, 7 Place Vendôme, Paris 1928-1930, 1932-1933, pour un projet de Kreuger & Toll (en).
- N.V.Hollandsche Koopmansbank, Keizersgracht 674, Amsterdam, nouveau bâtiment derrière une façade préservée en grès français 1928-1930, pour un projet de Kreuger & Toll.
- Trois villas, Lidingö après le 2e prix au concours Bâtiment et logement (sv)-exposition en 1925.
- 20 cessions de petites villas, conversions, maisons d'été, etc. en 1926.
- L'exposition Standard 34 au Liljevalchs konsthall, Stockholm en 1934.
- Nouveau plan pour Norrmalm, Stockholm 1936, en collaboration avec Wolter Gahn (sv).
- Chalet d'été à Lilla Askerön sur la côte ouest pour Bengt Rase en 1936.
- Stade Råsunda 1937, 1957. (avec Birger Borgström (sv))
- Pavillon de la Suède à l'Exposition universelle de Paris de 1937.
- Résidence et atelier du sculpteur Robert Nilsson (sv) et de son épouse Barbro, Lerberget (sv), Skåne 1939.
- Restaurant « Byttan » dans le parc municipal de Kalmar en 1939.
- Chaîne de recteur pour la KTH (l'École royale polytechnique de Suède, réalisée par l'Atelier Borgila (sv) en 1939.
- Immeuble à kv Gästgivaren, Kalmar, années 1940-1950.
- Maison artisanale, Kalmar, 1940.
- Logements collectifs Marieberg (sv), Stockholm pour le maître d'œuvre Olle Engkvist (sv), en 1944[5].
- Résidence secondaire d'Öland Gasbetong à Ventlinge (sv) sur Öland en 1944.
- Chalet d'été pour le constructeur Olle Engkvist (sv) dans l'archipel de Trosa en 1945[6]
- Maison du constructeur Olle Engkvist à Sorunda, en 1945[7]
- Villa Lind (sv), sa propre villa à Kevinge, Danderyd 1945-1946.
- 200 maisons individuelles jumelées dites « maisons suédoises », pour la reconstruction en Normandie de 1945 à 1949.
- Diverses petites missions pour les ambassades et légations en France, Hollande et Suède à partir de 1946.
- Construction de centrales électriques à Hjälta, Skallböle, Pengfors, Harrsele et Bjurfors inférieur et supérieur, de 1950 à 1962.
- Bâtiments résidentiels, sociaux et industriels pour Dynäs AB à Väja, Svanö AB de 1949 à 1963.
- Waldemarsudde (sv), Stockholm, « galerie d'art au grenier », 1953.
- Chapelle funéraire à Flen 1953-1958.
- Hôtel Blå Jungfrun à Oskarshamn, 1956.
- Les archives de la ville de Stockholm (sv) (d'après Gunnar Asplund), en 1959.
- Sjöfartshuset (sv), Skeppsbron 10, à Stockholm, la restauration de 1961.
- Bureaux de Skandia Group à Uppsala, en 1965.
- Crématorium du Cimetière de Kviberg (sv) à Göteborg (d'après Gunnar Asplund) 1949-1958.
- Crématorium de Skövde (d'après Gunnar Asplund) 1947-1962.
- Chapelle funéraire de Bjuråker, 1959.
- Crématorium de Nässjö, 1962.
- Chapelle de Bergsjö, 1963.
- Crématorium de Södertälje, 1963.
- Crématorium de Nyköping, 1966.
- Chapelle funéraire à Iggesund 1969.
- Chapelle funéraire du cimetière juif du sud de Stockholm (sv), 1969.
- Ambassade de Suède à Paris, où il a occupé divers emplois. Conception du nouveau bâtiment de l'ambassade, non réalisée, entre 1956 et 1969.
- Riksdagshuset à Stockholm, étude de conversion en parlement monocaméral 1959-1968.
- Skattkammaren (sv), au Palais de Stockholm, 1970.
- Livrustkammaren (sv) au Palais de Stockholm, reconstruction et décoration, 1968-1976.
- Église Brännkyrka (sv), rénovation et extension en 1975.
- Bâtiment Landmäteristyrelsen à Stockholm, reconstruction pour l'opéra en 1976.
- Château de Drottningholm, travaux intérieurs à diverses occasions entre 1965 et 1980.
- Beffroi du cimetière Saint-Olofs à Enköping 1980-1981 (construit après sa mort).
- Une dizaine de gardes funéraires pour diverses personnalités publiques de 1926 à 1978, entre autres : Garde funéraire du professeur E G Asplund, Skogskyrkogården en 1941, l'aménagement de la tombe du prince Eugène de Suède, Waldemarsudde en 1947, l'enterrement du conseil des citoyens Yngve Larsson, le cimetière boisé de Stockholm en 1978.

## Littérature (sélection)
- Lind, Sven Ivar, red (1940). Skogskyrkogårdens nya krematorium (Le nouveau Crématorium du cimetière boisé de Stockholm). Konstrevy (Stockholm),  (ISSN 0023-3617), Libris 8841706.

### Sources bibliographiques
- (sv) Tomas Lewan, Sven Ivar Lind, arkitekt och pedagog: 1902-1980 [« Sven Ivar Lind, architecte et éducateur : 1902-1980 »], éditions Arkitekturmuseets skriftserie, Stocholm, 1994, 1101-962X ; 3. Stockholm: Arkitekturmuseet. Libris 8379776.  (ISBN 91-85460-52-4)
- (sv) Helge Zimdal, Sven Ivar Lind i Svenskt Biografiskt Lexikon Band 23 [Sven Ivar Lind dans le Lexique biographique suédois Volume 23], 1980-1981, page 184
- Sven Ivar Lind i Vem är vem? [« Sven Ivar Lind dans Qui est qui ? »], éditions Stor, Stockholm (1962), page 783
- KulturNav: Lind, Sven Ivar (1902 - 1980)
- (sv) H. Ahlberg, S. I. Lind till minne. Slottsarkitekt med omdöme o [« S. I. Lind en mémoire. Architecte du château avec jugement »], 1980
- (sv) Christer Bodén, Modernismens arkitektur [« L'architecture du modernisme »], éditions Archilibris, Helsingborg, 1997
- (sv) Peter Celsing, En bok om en arkitekt o hans verk, ed L-O Larsson, A-M Ericsson o H O Andersson [« Un livre sur un architecte et son travail, édité par L-O Larsson, A-M Ericsson et H O Andersson »], 1980
- (en) William J. R. Curtis, Modern architecture since 1900 [« Architecture moderne depuis 1900 »], éditions Phaidon Press, Oxford, 1982
- (sv) S Fogelmarck, H. Smith et R. Jonsson, S. I. Lind död. Livrustkammaren o Skattkammaren hans nyskapelser [« S.I. Lind est mort. Livrustkammaren o Skattkammaren ses innovations »], 1980
- (en) Kenneth Frampton, Modern architecture, a critical history [« L'architecture moderne, une histoire critique »], éditions Thames & Hudson, Londres, 1980
- (en) Charles Jencks, Modern movements in architecture [« Mouvements modernes en architecture »], éditions Penguin Books, Londres, 1973
- (sv) Sven Ivar Lind, Skogskyrkogårdens nya krematorium [« Le nouveau crématorium du cimetière forestier »], éditions Konstrevy, Stockholm, 1940
- (it) N. Pevsner, Storia dell'architettura europea [« Histoire de l'architecture européenne »], Bari, 1998
- (it) N. Pevsner, J. Fleming et H. Honour, Dizionario di architettura [« Dictionnaire architectural »], Turin, 1981
- (sv) Eva Rudberg, Stockholmsutställningen 1930 : modernismens genombrott i svensk arkitektur [« L'Exposition de Stockholm 1930 : la percée du modernisme dans l'architecture suédoise »], éditions Stockholmiana, Stockholm, 1999
- (sv) Lisbeth Söderqvist, Att gestalta välfärd. Från idé till byggd miljö [« Pour incarner le bien-être. De l’idée à l’environnement bâti »], éditions Forskningsrådet Formas och RAÄ, Stockholm, 2008
- (sv) Svenska arkitekters riksförbund, Gunnar Asplund arkitekt, 1885—1940. Ritningar skisser och fotografier utg av Svenska arkitekters riksförbund [« Gunnar Asplund architecte, 1885-1940. Dessins, croquis et photographies publiés par l'Association suédoise des architectes »], éditions Forskningsrådet Formas och RAÄ, Stockholm, 1943
- (sv) Svenska arkitekters riksförbund, Gunnar Asplund architect, 1885—1940. Plans sketches and photographs published … [« Gunnar Asplund architecte, 1885-1940. Plans, croquis et photographies publiés… »], éditions Forskningsrådet Formas och RAÄ, Stockholm, 1950
- (sv) H. Zimdal, S. I. Lind död [« S.I. Lind est mort »], 1980

## Autres projets
Modèle:Interprojet